# Thạnh Hội
Thạnh Hội is een xã in huyện Tân Uyên, een district in de Vietnamese provincie Bình Dương.
Thạnh Hội ligt op een riviereiland in de Đồng Nai.